# Svirfronten
Svirfronten var ett frontavsnitt vid floden Svirs nordvästra del, på Aunusnäset mellan Ladoga och Onega, under fortsättningskriget 1942-1944.
Det Svenska frivilligkompaniet tjänstgjorde här underställt det finska infanteriregementet JR13.
Livet vid svirfronten skildras i Åke Lindmans dramadokumentär Framom främsta linjen.